# Marc Jaguar
Marc Jaguar est une bande dessinée franco-belge policière créée en 1953 par Maurice Tillieux dans le no 46 du journal Héroïc-Albums mettant en scène Marc Jaguar, un policier. Par la suite, le nom est repris pour une seconde série du même auteur, le personnage devenant un photographe aux prises avec un financier véreux ; publiée par le journal Risque-Tout en 1955, elle fut republiée dans le journal Spirou dans les années 1970.

## Synopsis
La série met en scène Marc Jaguar, un policier puis un photographe ; le premier luttant en infiltration contre un réseau de contrebande de drogue, le second étant en prise à son corps défendant avec un financier véreux.

## Historique
La série est publiée pour la première fois en 1953 dans le no 46 du journal Héroïc-Albums où Maurice Tillieux publie déjà la série Félix. Ce dernier sera présenté comme ami fidèle de Marc Jaguar. Il apparait dans une seule histoire ou il est policier. Deux ans plus tard, une nouvelle histoire est publiée dans le journal Risque-Tout présentant un second personnage du même nom, avec un visage très proche et un graphisme remanié, cette fois photographe de presse. La seconde histoire de ce deuxième Marc Jaguar est interrompue en 1956 au bout de sept planches par la disparition du journal. En 1978 elle est reprise dans le journal Spirou.

## Personnages
Le personnage principal de la première série est Marc Jaguar, policier en infiltration dont le second est un grand noir nommé Sam et surnommé Beau Blond.
Dans la seconde série, il s'agit d'un photographe de presse de la Haute-Vienne, sans un sou, ancien parachutiste pendant la guerre. Physiquement il porte des lunettes, des cheveux noirs qui lui tombent presque dans les yeux et un perpétuel feutre bleu. Son faire-valoir, Peter Lavolige, dont le nom n'est pas mentionné dans le premier album, est détective privé et aussi fauché que lui.

## Publication

### Albums

#### La collection originale
L'unique album de la série sort en 1957 aux éditions Dupuis, il s'intitule Le Lac de l'homme mort.

#### Réédition
L'album de Dupuis est réédité en 1978 dans la collection Péchés de jeunesse dont il est le quatrième album. En 1987, il est réédité dans le Tout Gil Jourdan no 6.

#### Pirate
En 1980 est publié un album pirate tiré à deux cent cinquante exemplaires et s'intitulant Contrebande - Les Camions du diable.

### Revues

#### Première publication
La série est publiée pour la première fois, en 1953, dans le journal Héroïc-Albums no 46 avec une histoire intitulée Contrebande. Deux ans plus tard parait dans le journal Risque-Tout, l'histoire Le Lac de l'homme mort. Une deuxième histoires intitulée Les Camions du diable est publiée en 1956, mais le journal disparait alors que sept planches ont été publiées.

#### Republications
Le lac de l'homme mort, a été republié intégralement en noir et blanc, sous le titre Le lac mystérieux dans le no 81 de juillet 1964 du mensuel Samedi-Jeunesse. En 1975, l'histoire Contrebande est publiée dans le no 13 du journal Curiosity Magazine. Deux ans plus tard le journal Spirou publie Le lac de l’homme mort du no 2059, dont elle fait aussi la couverture pour l'occasion, jusqu'au no 2074. En hommage à Maurice Tillieux récemment disparu, est publiée en 1978 du no 2095 au no 2096, l'histoire Contrebande remaniée par François Walthéry.